# Hemiphaga novaeseelandiae
La paloma maorí (Hemiphaga novaeseelandiae) es una especie de ave columbiforme de la familia Columbidae endémica de Nueva Zelanda.
Las palomas neozelandesas pertenecen a la familia Columbidae, en la subfamilia Treroninae, que se encuentran por todo el sureste de Asia, África y Nueva Zelanda. Los miembros de esta familia se alimentan generalmente de frutas, principalmente drupas.

## Nombres comunes
A la paloma maorí se la conoce también con el nombre de kererū  (nombre maorí que recibe en la Isla del Sur). En la isla del Norte recibe otros nombres maoríes como kūkupa (en algunas partes del norte de la isla), kūkū (Northland) y paloma maderera neozelandesa.

## Descripción

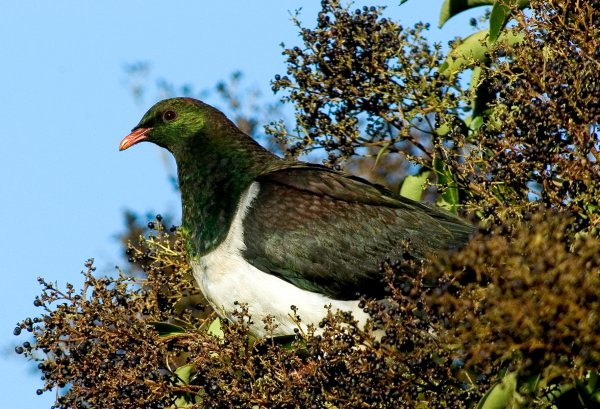
Una paloma neozelandesa.

La paloma maorí es una gran paloma arbórea (650-800 g) que se encuentra desde Northland hasta la Isla Stewart en hábitats muy distintos, desde costeros hasta montañas. La morfología general es la de una típica paloma, esto es, una cabeza pequeña y unas plumas pequeñas y muy pegadas al cuerpo. También tiene el carácter típico de una paloma, como beber por succión y atacar con las alas cuando es amenazada. Las palomas neozelandesas construyen nidos y alimentan a sus crías con una secreción parecida a leche.

La paloma neozelandesa alcanza los 51 centímetros de longitud y un peso de 650 a 800 gramos. La cabeza, garganta y alas suelen ser de un color verde-morado brillante, con rayas color bronce en las alas. El pecho es normalmente de color blanco y el pico rojo con la punta naranja. Las patas y los ojos son rojos. Los jóvenes tienen la misma coloración pero con colores más pálidos en el pico, ojos y patas, y tienen una cola más corta.
El vuelo de las palomas maorís es muy característico: normalmente ascienden lentamente haciendo empinadas parabólicas impresionantes; se piensa que este comportamiento se debe a la anidación, o a la falla de esta.

## Dieta
Las palomas maorís son frugívoras, comiendo principalmente frutos de los árboles nativos. Tienen un papel ecológico muy importante; son las únicas aves capaces de comer las drupas y las frutas nativas más grandes, como hangehange, kahikatea, karaka, miro, nikau, puriri, tarairi y titoki, y por tanto contribuir a la difusión de semillas intactas. Aunque la mayor parte de su dieta consiste en fruta, la paloma neozelandesa también consume hojas y yemas, especialmente cuando es una cría. Una de sus hojas favoritas para comer es de una planta introducida, el ciruelo. La dieta de la paloma neozelandesa cambia durante todo el año, dependiendo de las frutas estacionales, y las hojas pueden desempeñar un papel importante en la alimentación de la paloma, especialmente en las estaciones en que hay muy pocas frutas.

## Reproducción

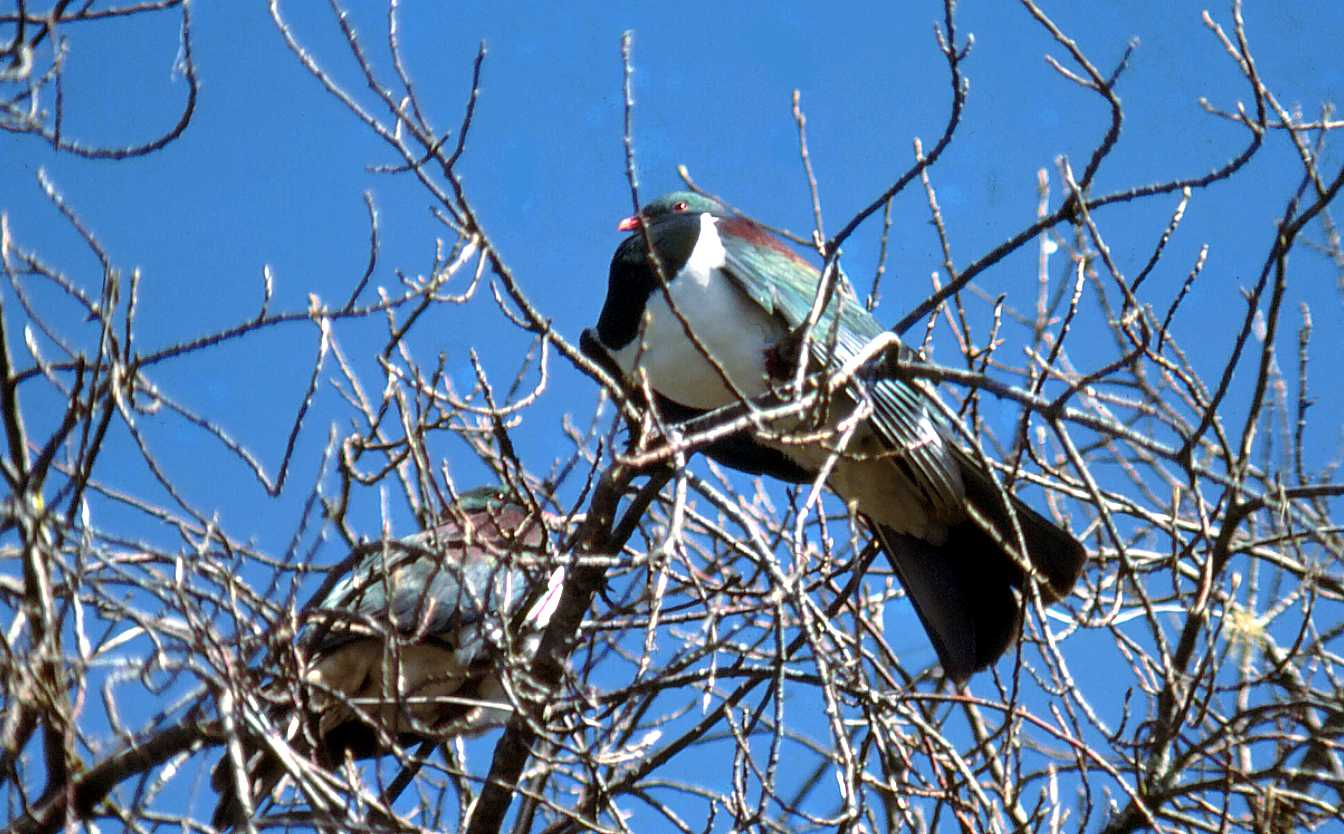
Dos palomas neozelandesas.

La reproducción de las palomas maorís depende de la abundancia de fruta madura, que varía estacionalmente, anualmente (años abundantes, años escasos), y de acuerdo con la localización. Las palomas neozelandesas, como palomas frugívoras, se alimentan de especies tropicales, incluyendo lauráceas y palmeras, pero las que viven en los bosques templados de Nueva Zelanda también se alimentan de Podocarpaceae, que se consideran elementos de Gondwana, como miro (Prumnopitys ferruginea) y kahikatea (Dacrycarpus dacrydioides). Las especies más tropicales de árboles se encuentran en la mitad norte de la Isla Norte, y en estas regiones las palomas neozelandesas pueden anidar todo el año, excepto en la migración de marzo y mayo, debido a que siempre hay fruta disponible. Más al sur muchas especies tropicales no están presentes y la reproducción se da usualmente entre octubre (principios de primavera) y abril (finales de verano/inicios de otoño), de nuevo, dependiendo en la abundancia de frutos.
Las palomas maorís anidan en árboles, dejando solo un huevo, en un nido endeble construido con pocas ramas lanzadas juntas. El huevo es incubado por 30 días tanto por el padre como la madre. A la joven ave le toma entre otros 30-45 días poder volar. En temporadas con frutas abundantes la paloma neozelandesa puede anidar hasta cuatro veces en un año.

## Distribución y conservación

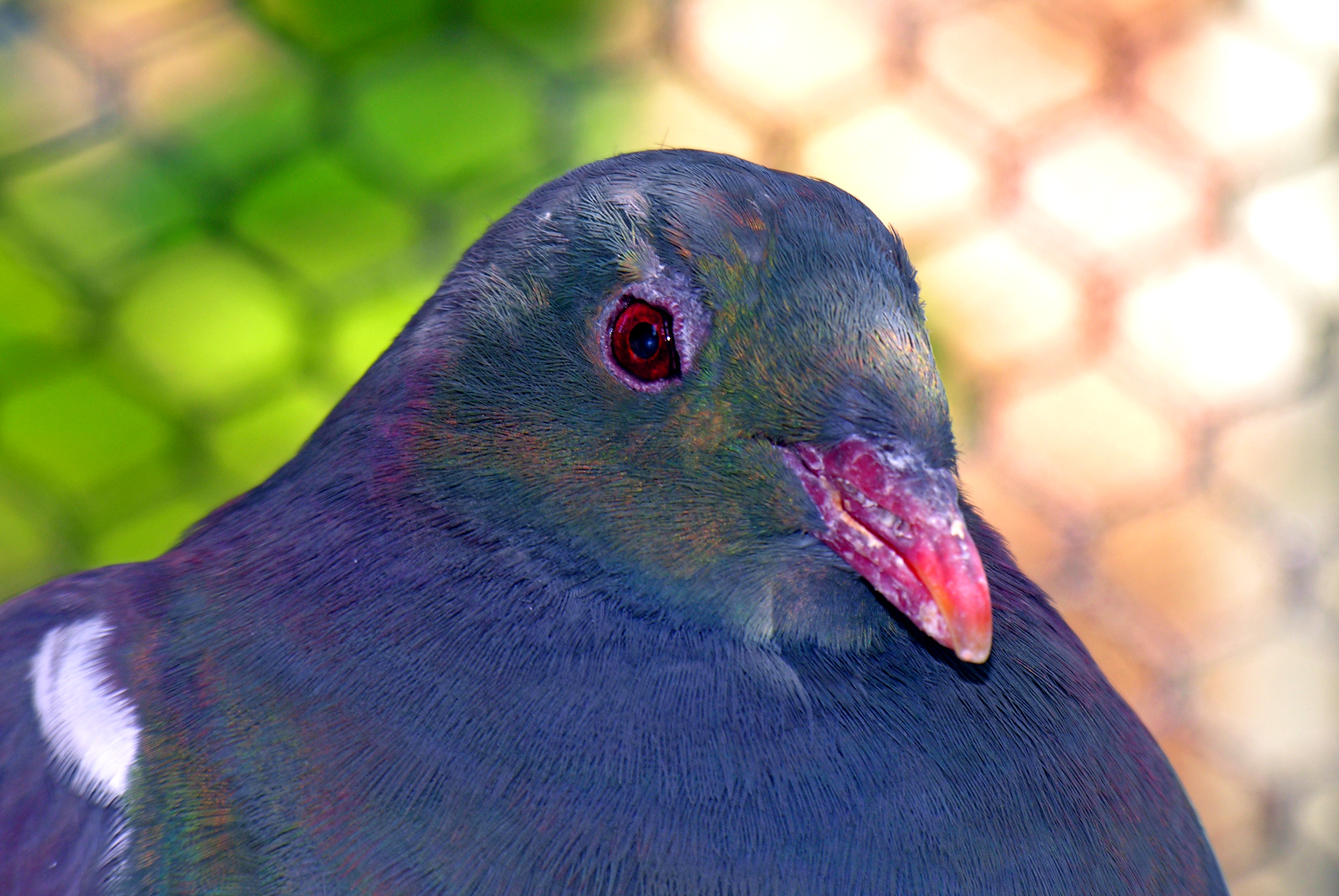
Acercamiento a la cabeza.

La población de palomas neozelandesas ha disminuido considerablemente desde la llegada de los colonizadores a Nueva Zelanda, y esta tendencia todavía continúa, especialmente en la Isla Norte, pero las aves son aún relativamente comunes en el oeste de la Isla Sur y en la costa de Otago. Son comúnmente encontradas en los bosques nativos, matorrales, jardines y parques de las zonas rurales y urbanas.
El introducido posúm cola de escoba australiano (Trichosurus vulpecula)  y unas especies de ratas introducidas —principalmente la rata negra (Rattus rattus) pero también la rata de Polinesia (Rattus exulans) y la rata noruega (Rattus norvegicus)— han reducido significativamente la cantidad de alimento disponible para las palomas neozelandesas y otras aves endémicas, y también han atacado los huevos y nidos.
Sus otras amenazas son la caza, la degradación del hábitat y el poco éxito reproductivo. Las poblaciones de palomas neozelandesas eran numerosas hasta alrededor de 1860 y grandes bandadas empezaron a concentrarse en árboles frutales para alimentarse. Las restricciones para el disparo a las palomas neozelandesas fueron promulgadas en 1864, con una protección total en 1921.

## Subespecies
Hay dos subespecies que difieren en el color de su plumaje y la morfología física:
- la H. novaeseelandiae novaseelandiae, que aún sobrevive.
- la H. novaeseelandiae spadicea, nativa de la Isla Norfolk, está extinta. Considerada una especie por Clements:[22]

En 2001 fue propuesto que la H. novaeseelandiae chathamensis de las islas Chatham era lo suficientemente distinta para llegar a la clasificación de especie, siendo nombrada Hemiphaga chathamensis. La mayoría de las autoridades la reconocen actualmente.